# Dragoljub Perović
Dragoljub Perović  (serbisch-kyrillisch Драгољуб Перовић; * 3. Oktober 1981 in Kruševac, Sozialistische Republik Serbien) ist ein ehemaliger serbischer Handballspieler.

## Karriere
Das erste Mal war Perović 2005/06 für RK Fidelinka Radnički Subotica im EHF-Pokal international im Einsatz. Nach seinem Wechsel zu RK Proleter Naftagas nahm er 2007/08 erneut an dem Bewerb teil. 2008 wurde er vom serbischen Serienmeister RK Roter Stern Belgrad unter Vertrag genommen. Mit den Hauptstädtern nahm der Kreisläufer in der Saison 2008/09 das erste Mal an der EHF Champions League teil. Bis 2010/11 blieb Perović bei den Mannen aus der „weißen Stadt“, mit welchen er 2009/10 und 2010/11 erneut am EHF-Cup teilnahm. Ab 2011 lief der Serbe für HIT Innsbruck in der Handball Liga Austria auf. In seiner ersten Saison am Inn erreichte die Mannschaft das Finale der Liga, scheiterte dort jedoch an Alpla HC Hard. Dadurch nahm er 2012/13 zum fünften Mal am Europa Pokal teil. Zwischen 2013 und seinem Karriereende 2015 war er für die 2013/14 gegründete Spielgemeinschaft Handball Tirol aktiv.

## HLA-Bilanz
| Saison    | Verein           | Spielklasse | Tore | 7-Meter      | Feldtore |
| --------- | ---------------- | ----------- | ---- | ------------ | -------- |
| 2011/12   | HIT medalp Tirol | HLA         | 122  | 0/0          | 122      |
| 2012/13   | HIT medalp Tirol | HLA         | 95   | 13/16        | 82       |
| 2013/14   | Handball Tirol   | HLA         | 71   | 0/0          | 71       |
| 2014/15   | Handball Tirol   | HLA         | 78   | 1/2          | 77       |
| 2011–2015 | gesamt           | HLA         | 366  | 14/18 (78 %) | 352      |